# Novembre 1962

## Événements
- Exposition Pop Art à New York avec Roy Lichtenstein, Andy Warhol, Jasper Johns…

- 4 novembre : les États-Unis annoncent l’arrêt de leurs essais nucléaires dans l’atmosphère.

- 5 novembre : la commission politique de l’ONU se prononce en faveur de l’arrêt de tous les essais nucléaires à compter du 1er janvier 1966.

- 6 novembre : 
  - Abolition de l'esclavage en Arabie saoudite. 10 000 esclaves sont libérés sur un total estimé de 20 à 30 000[1].
  - Condamnation par l’ONU de la politique de l’apartheid.

- 7 novembre (Afrique du Sud) : Nelson Mandela, un des chefs de l’African National Congress, est condamné à cinq ans de prison pour incitation à la révolte.

- 11 novembre : constitution du Koweït[2].

- 14 novembre : à la suite de la rébellion nationaliste en Érythrée et au Tigré, Hailé Sélassié dissout la fédération. L’Érythrée devient une province de l’Empire d'Éthiopie.

- 18 novembre : élections législatives en France, large victoire gaulliste (18-25 novembre).

- 19 novembre : réélection du Parti libéral de Joey Smallwood au Terre-Neuve-et-Labrador.

- 20 novembre : 
  - Castro accepte le retrait des bombardiers soviétiques et Kennedy la fin de la quarantaine à Cuba. Kennedy annonce la levée du blocus mis en place autour de l’île et le maintien des inspections aériennes. Castro est tenu à l’écart des négociations et Cuba devient un satellite de Moscou.
  - Kennedy annonce la fin de la quarantaine (blocus) à Cuba.

- 21 novembre : la Chine annonce un cessez-le-feu unilatéral.

- 22 novembre, France : mort de l’homme d’Etat René Coty, dernier président de la IVe République.

- 25 novembre, France : au second tour des législatives, l’Union pour la nouvelle République (UNR) alliée à l’Union démocratique du travail (UDT) remporte 233 sièges sur 482. L’appoint de 35 républicains indépendants donne la majorité absolue.

- 29 novembre : un accord franco-anglais est signé pour la création du projet d'avion supersonique Concorde. Son coût est chiffré entre 5 et 6 milliards de francs.

## Naissances
- 1er novembre : 
  - Anthony Kiedis, chanteur américain du groupe Red Hot Chili Peppers.
  - Laurent Rachou, comédien-dramaturge français.
- 2 novembre :
  - Mustapha Boukar, footballeur algérien.
  - Suleiman Cassamo, écrivain mozambicain.
  - Mireille Delunsch, soprano lyrique française.
  - Medina Dixon,  joueuse américaine de basket-ball.
  - Karl-Ludwig Elvers, historien de l'Antiquité allemand.
  - Jukka Jalonen, entraîneur finlandais de hockey sur glace.
  - Mokhtar Kechamli, footballeur algérien.
  - Kirill Kozakov, acteur russe de théâtre et cinéma.
  - Thierry Lamy,  scénariste de bande dessinée français.
  - Rónald Marín, footballeur costaricien.
  - Ron McGovney, musicien américain, premier bassiste du groupe de heavy metal Metallica.
  - Alan Martin Smith, footballeur anglais.
  - Guillaume de Tanoüarn, prêtre catholique traditionaliste et philosophe français.
  - Trajko Veljanovski, homme politique macédonien.
  - Graham Waterhouse, compositeur et violoncelliste anglais.
  - Maher Fayez, écrivain, compositeur et vocaliste liturgique égyptien.
- 3 novembre : 
  - Gabe Newell, cofondateur et directeur de Valve Corporation.
  - Paul Furlan, politicien belge († 10 avril 2023)
  - Andriy Zholdak, metteur en scène ukrainien.
- 4 novembre : Jean-Pierre Bemba, homme politique de la République démocratique du Congo.
- 5 novembre : B. Alvin Drew, astronaute américain.
- 7 novembre : Douglas Smith, historien américain.
- 9 novembre : Teryl Rothery, actrice canadienne.
- 11 novembre : Demi Moore, actrice américaine.
- 14 novembre : 
  - Stefano Gabbana, couturier italien de la maison Dolce&Gabbana avec Domenico Dolce.
  - Charlie Angus, homme politique fédéral canadien.
- 15 novembre : Moussa Maaskri, acteur français.
- 17 novembre : André Fortin, auteur-compositeur-interprète québécois († 8 mai 2000).
- 18 novembre : Kirk Hammett, guitariste soliste du groupe de heavy métal Metallica.
- 19 novembre :
  - Jodie Foster, (d'Alicia Christiana Foster), actrice, réalisatrice et productrice américaine.
  - Nicole Stott, astronaute américaine

- 28 novembre : Matt Cameron, batteur de Soundgarden et Pearl Jam.

- 29 novembre :
  - Catherine Chabaud, navigatrice française.
  - Andrew McCarthy, acteur américain, membre du Brat Pack.
- 30 novembre :
  - Vincent Edward « Bo » Jackson, joueur américain de baseball et de football américain.
  - Sylvie van Gucht, lutteuse française.

## Décès
- 1er novembre : Ricardo Rodriguez, pilote mexicain de Formule 1 (° 14 février 1942).
- 18 novembre : Niels Bohr, physicien danois (° 1885).
- 21 novembre : Frank Amyot, champion olympique.
- 22 novembre : René Coty, ancien président de la république française (° 1882).